# Juan III Rizocopo
Juan III Rizocopo (en latín, Ioannes Rizocopus) fue un exarca de Rávena entre 710 y 711.
Tras la restauración en el trono del emperador bizantino Justiniano II, este envió una fuerza militar para atacar Rávena. Para Jeffrey Richards, "Aparentemente, algunos prominentes señores de la ciudad de Rávena estuvieron involucrados en la revuelta que derrocó a Justiniano (en 695) y cuando regresó al poder decidió vengarse de toda la ciudad". El arzobispo Félix de Rávena fue arrestado con otros ciudadanos principales y llevados a Constantinopla, y Rávena fue saqueada e incendiada.
Ante esto, los ciudadanos y soldados de Rávena se rebelaron, y convirtieron en líder a Jorge (Giorgius), hijo de Johannicus, uno de los cautivos llevados a Constantinopla y varias ciudades, incluidas Cervia, Forlì y Forlimpopoli, se unieron a la revuelta. Al poco tiempo, Juan sería nombrado exarca de Rávena, dirigiéndose con sus tropas leales a Nápoles, donde se encontró con el papa Constantino que había sido convocado por el emperador, y por no disgustarle, accedió a una reunión en Constantinopla. Posteriormente, Juan se dirigió a Rávena pasando por Roma, donde 'cortó las gargantas' de varios altos funcionarios papales, según el Liber Pontificalis. Richards explica este acto violento señalando que 'la inclusión del mayordomo papal y el tesorero papal entre las víctimas, sugiere un intento de saquear el tesoro papal'.
Juan Rizocopo continuó su marcha hacia Rávena, continuando con sus actos sangrientos hasta que murió poco después, aunque los detalles de la misma no están registrados. El Liber Pontificalis narra que en Rávena, 'por el juicio de Dios sobre sus actos atroces él [Juan] murió de una muerte ignominiosa'. No ha sido posible determinar si su muerte se debió a una enfermedad o a una revuelta de los ravenenses, aunque esto último es lo más probable, dado el envío posterior de una expedición punitiva. El strategos de Sicilia, Teodoro, fue puesto a cargo de la expedición y ejecutó a los líderes de la revuelta de los ravenenses, excepto al arzobispo Félix, que fue deportado a Constantinopla, cegado y exiliado a Crimea.